# Минчева, Мария
Мари́я Вели́чкова Ми́нчева (7 февраля 1952, Долно-Ряхово) — болгарская гребчиха-байдарочница, выступала за сборную Болгарии во второй половине 1970-х годов. Участница двух летних Олимпийских игр, чемпионка мира, победительница многих регат национального и международного значения.

## Биография
Мария Минчева родилась 7 февраля 1952 года в селе Долно-Ряхово Силистренской области.
Благодаря череде удачных выступлений в 1976 году удостоилась права защищать честь страны на летних Олимпийских играх в Монреале — вместе с напарницей Наташей Янакиевой дошла до финала в двойках на пятистах метрах, однако в решающем заезде показала лишь седьмой результат.
Первого серьёзного успеха на взрослом международном уровне добилась в 1977 году, когда попала в основной состав национальной сборной Болгарии и побывала на домашнем чемпионате мира в Софии, где выиграла золотую медаль в зачёте четырёхместных байдарок на дистанции 500 метров — при этом её партнёршами были Роза Боянова, Наташа Янакиева и сестра Величка Минчева. 
Три года спустя, будучи в числе лидеров женской гребной команды Болгарии, успешно прошла квалификацию на Олимпийские игры 1980 года в Москве — вновь стартовала с Янакиевой в двойках на пятистах метрах, вновь пробилась в финальную стадию и финишировала на сей раз девятой. Вскоре по окончании московской Олимпиады приняла решение завершить спортивную карьеру, уступив место в сборной молодым болгарским гребчихам.